# Dívčí Hrad
Dívčí Hrad är en ort i Tjeckien. Den ligger i den östra delen av landet, 230 km öster om huvudstaden Prag. Dívčí Hrad ligger 309 meter över havet och antalet invånare är 268.
Terrängen runt Dívčí Hrad är platt åt nordost, men åt sydväst är den kuperad. Runt Dívčí Hrad är det ganska tätbefolkat, med 124 invånare per kvadratkilometer. Närmaste större samhälle är Krnov, 17,8 km söder om Dívčí Hrad. Omgivningarna runt Dívčí Hrad är en mosaik av jordbruksmark och naturlig växtlighet.